# Box Car Racer
I Box Car Racer sono stati una band pop punk/post-hardcore creata da Tom DeLonge e Travis Barker dei blink-182.
Mentre nel 2002 i blink si stavano prendendo una pausa, Tom DeLonge, chitarrista della band, sentì che doveva esprimere in qualche modo i sentimenti che provava in quel periodo, e che non aveva modo di esprimere con la sua band. Decise quindi di dare vita ad un nuovo progetto musicale, da affiancare a quello principale.
La formazione fu quindi creata coinvolgendo il batterista Travis Barker dai Blink; successivamente, per far fronte alla necessità di suonare dal vivo, Tom ha contattato David Kennedy (che ha militato negli Hazen Street e ora suona negli Angels & Airwaves) per fare da seconda chitarra; inoltre, mentre nell'album è Tom il bassista, nei concerti live è stato sostituito da Anthony Celestino (Over My Dead Body). Il gruppo incise un solo album, l'omonimo Box Car Racer, nel 2002.
Come "ospiti", nell'album appaiono il terzo componente dei blink-182, Mark Hoppus, Tim Armstrong dei Rancid e Jordan Pundik dei New Found Glory.
I Box Car Racer si sono sciolti dopo un solo un anno di vita, nel 2003, erano infatti considerati un progetto parallelo ma che verosimilmente ha giocato un ruolo determinante nella vicenda riguardante lo scioglimento dei blink-182. Tuttavia la presenza David Kennedy a fianco di Tom DeLonge nella nuova band degli Angels & Airwaves lascia pensare ad una seppur parziale continuazione del progetto, anche se le sofisticate e ridondanti melodie degli AVA (Angels & Airwaves) si distaccano abbastanza dallo stile dei Box Car Racer.
Il nome della band viene dal bombardiere B-29 che lanciò la seconda bomba atomica sulla città giapponese di Nagasaki, il cui nome era BOCKSCAR. Tom ha dichiarato in un'intervista che aveva visto il nome scritto erroneamente Boxcar.
DeLonge ha sempre sostenuto, nelle interviste concesse mentre promuoveva questo disco, di voler produrre un disco che s'ispirasse ai Fugazi, da sempre una delle sue influenze. È per questo che il disco ricalca vecchie influenze emo-core proprio in stile Fugazi, Rites of Spring.
Nei primi mesi del 2017, DeLonge ha detto con un tweet di aver avuto una piacevole conversazione con Travis Barker e questo mosse voci riguardo alla reunion della band. Le voci sono cresciute l'8 maggio 2017, quando DeLonge in un tweet ha chiesto ai fan quale caratteristica dovrebbe contenere un eventuale album e se dovesse essere fatto, tuttavia non c'è stato nessun annuncio ufficiale in merito a una riunione.
Durante un'intervista rilasciata nel 2021 sul podcast Tuna on Toast presentato dal disc jockey Ted Stryker, DeLonge aveva confermato di aver registrato insieme al batterista Travis Barker un nuovo brano dei Box Car Racer che puntava ad essere rilasciato durante il ventennale della band che è occorso nel 2022. Con il ritorno di DeLonge nei blink-182, il brano (che si rivelerà essere Terrified) verrà inserito nell'album One More Time... di questi ultimi.

## Formazione
Ultima
- Tom DeLonge – Voce, chitarra, basso
- Travis Barker – batteria
- David Kennedy – chitarra

Turnisti
- Anthony Celestino – basso

## Discografia
Album in studio
- 2002 – Box Car Racer